# Hvideruslands håndboldforbund
Hvideruslands håndboldforbund (hviderussisk: Беларуская Фэдэрацыя гандбола, tr. Belaruskaja federatsyja handbola, forkortet BFH) er det officielle håndboldforbund i Hviderusland. Hvideruslands håndboldforbund har siden 1992 været medlem af internationale håndboldforbund (IHF). De er også medlem af det europæiske håndboldforbund (EHF). De bestyrer Hvideruslands håndboldlandshold og Hvideruslands kvindehåndboldlandshold